# 68º Reggimento fanteria "Legnano"
Il 68º Reggimento fanteria "Legnano" è stato un reparto della disciolta Brigata meccanizzata "Legnano", costituito per il Regio Esercito il 1º agosto 1862 con il nome Reggimento fanteria "Palermo", e sciolto nel 1989.

## La storia

### Reggimento fanteria "Palermo"
Costituito come Reggimento fanteria "Palermo", dopo aver partecipato alla terza guerra di indipendenza (1866), inviò i suoi reparti in Eritrea ed in Libia (colonie italiane), rispettivamente, dal 1890 e dal 1912 e fino al 1945).
Nella prima guerra mondiale il reggimento combatté nel Goriziano, e insieme al reggimento gemello, il 67º, costituì la Brigata "Palermo".
Come conseguenza della legge 11 marzo 1926 sul nuovo ordinamento del Regio Esercito fu ridenominato 68º Reggimento Fanteria "Palermo" e venne assegnato alla 2ª Divisione fanteria "Sforzesca" assieme al 53° e 54° reggimenti fanteria "Umbria"; rimase articolato su due battaglioni.
Nel 1936 mobilitò i suoi uomini per la campagna d'Etiopia fornendo a reggimenti e reparti vari mobilitati 5 ufficiali e 95 soldati. 

### 68º Reggimento fanteria "Legnano"
Il 24 maggio 1939 il Reggimento fanteria "Palermo" assunse la denominazione 68º Reggimento fanteria "Legnano" (con il comando a Como) e, con il 67º Reggimento fanteria "Legnano" (con il Comando nella caserma Cadorna a Legnano) e il 58º reggimento artiglieria, confluì nella 58ª Divisione Fanteria Legnano.
Nella seconda guerra mondiale seguì la divisione Legnano, operando nel 1940 sul fronte francese e nel gennaio 1941,in forza all'11ª armata su quello greco-albanese. Nel 1942 fu inviato nuovamente come forza di presidio in Costa Azzurra (Francia) e nei primi mesi del 1943 fu trasferito in Puglia nella zona di Brindisi.
Alla proclamazione dell'armistizio l'8 settembre 1943 restò compatto con la Divisione la quale non cedette le armi ai tedeschi.
Nell'aprile del 1944 fu inserito nella II brigata del Corpo Italiano di Liberazione composta dal I battaglione "Palermo", dal II battaglione "Novara" e dal battaglione d'Assalto "Col Moschin".
Il 24 settembre 1944 formò con il battaglione alpino Piemonte, il battaglione bersaglieri Goito e l'11º battaglione artiglieria, il Gruppo di Combattimento "Legnano", al comando del Generale Umberto Utili, che il 21 aprile 1945 entrò nella città di Bologna liberata.
Terminata la guerra sarà assegnato alla Divisione "Legnano".
Il Reggimento, in seguito alla riorganizzazione dell'Esercito Italiano che aboliva il livello reggimentale, diventava nel 1975 68º battaglione meccanizzato "Palermo", e veniva definitivamente sciolto il 30 novembre 1989 a Bergamo. Da esso derivò il Re.Co.Tra. Reparto Comando e Trasmissioni con sede sempre nella caserma di Bergamo e con le stesse mostrine (d'azzurro e nero di tre in palo).
La bandiera di guerra del reggimento è oggi presso l'Altare della Patria.

## Insegne e Simboli
Il Reggimento indossa il fregio della Fanteria (composto da due fucili incrociati sormontati da una bomba con una fiamma dritta).
Le mostrine del reggimento sono rettangolari di colore azzurro e listate di nero di tre in palo. Alla base della mostrina si trova la stella argentata a 5 punte bordata di nero, simbolo delle forze armate italiane.
Il motto è "Emula le virtù di tutti": Il verbo "aemulor" è deponente, per cui "aemulare" è l'imperativo di detto verbo il quale inoltre regge il dativo (virtutibus)

## Festa del reggimento
La festa del reggimento si svolge il 17 luglio, anniversario di combattimenti sul fiume Musone durante la battaglia di Ancona del 1944 quando il reggimento venne insignito della Medaglia d'Argento al Valor Militare. Testimonianze che danno un quadro esaustivo di quei combattimenti della mattina del 17 luglio 1944, suggellata da un riconoscimento di un episodio di valore e la concessione della Medaglia d'Oro al Valor Militare ad Angelo De Sena, fante della compagnia esploratori del reggimento.

## Onorificenze

### Decorati del reggimento
Il fante Angelo De Sena, decorato di Medaglia d'oro al valor militare per il combattimento sul Musone era stato decorato in precedenza di Medaglia di Bronzo al Valor Militare in Africa Orientale (1936) e per la Guerra di Spagna (1939). Di modestissima origine, operaio muratore, venne arruolato in Aeronautica nell'aprile 1935 e destinato al 7 Stormo misto dell'Egeo, prestando servizio nell'aeroporto di Lero, per essere poi trasferito, nell'ottobre successivo, all'aeroporto di Bari. Pochi mesi dopo e precisamente il 12 febbraio 1936, partì volontario per l'Africa Orientale assegnato all'Aviazione dell'Eritrea, rientrando in Italia per fine ferma nel settembre dello stesso anno. Nel luglio 1938, richiamato a domanda, parti volontario per la Spagna dove combatté col 2º Reggimento fanteria della Divisione Littorio. Ferito in combattimento nell'aprile 1939, rimpatriò con la nave ospedale "Gradisca", e, dopo lunga degenza in luoghi di cura, venne congedato. Nel gennaio 1944, in seguito a Bando del Comando Supremo, si arruolò volontario nel I Raggruppamento Motorizzato e, nel maggio successivo, costituitosi il Corpo Italiano di Liberazione, passò alla compagnia esploratori del 68º reggimento fanteria Legnano.